# Ecaterina Cazimirov
Ecaterina Cazimirov (n. 8 decembrie 1921, Doibani I, Gubernia Odesa⁠(d) – d. 3 decembrie 2012, Chișinău, Republica Moldova) a fost o actriță moldoveancă.
A absolvit Școala de artă teatrală din Odesa⁠(d) (1936-1939), după care s-a alăturat trupei Teatrului Moldovenesc Muzical-Dramatic din Tiraspol.
Rolul de debut al Ecaterinei a fost Belesova în Miresele bogate de A. Ostrovski. În timpul celui de-Al doilea război mondial, activează în Ansamblul Moldovenesc de Cântece și Dansuri „Doina”, iar în 1943 revine la teatru, refugiindu-se împreună cu trupa în orașul sovietic Marî (R.S.S. Turkmenă). Trupa se întoarce în țară un an mai târziu. Palmaresul actriței cuprinde eroine lirice, eroice și romantice din dramaturgia clasică, cât și o serie de roluri în spectacole contemporane:
- Slugă la doi stăpâni, de Carlo Goldoni (Beatrice)
- O scrisoare pierdută, de Ion Luca Caragiale (Zoe)
- Sânziana și Pepelea, de Vasile Alecsandri (Sânziana)
- Furtuna, de A. Ostrovski (Caterina)
- Regele Lear, de William Shakespeare (Gonerilia)
- Mascarada, de Mihail Lermontov (Baronesa Stral)
- Revizorul, de Nikolai Gogol (Ana Andreevna)
- Roata vremii, de Ana Lupan (Pelinița)
- Solo pentru orologiu, de O. Zahradnik (Doamna Conti)
- Cântec de leagăn pentru bunici, de Dumitru Matcovschi (Margareta)

Filmografia artistei include:
- Moldova sovietică (1939)
- Leana (1955)
- Zece ierni pe-o vară (1969)

Cazimirov a devenit Artistă a Poporului din RSSM, în 1960. A fost decorată cu ordinele sovietice "Drapelul Roșu de Muncă" și "Insigna de Onoare", iar în 1994 i-a fost înmânată Medalia Meritul Civic, ce e distincție moldoveană. În 2011 a fost decorată cu Ordinul de Onoare de către Marian Lupu, președintele interimar moldovean.
Ecaterina Cazimirov a fost căsătorită cu actorul Constantin Constantinov; împreună au avut: 
- o fiică, Eleonora Constantinov, regizoare de operă,[6] și
- un fiu, Constantin C. Constantinov, sculptor.[7]